# Бороморача IV
Бороморача IV, Бором Рачатхірат IV (тай. บรมราชาธิราชที่ ๔) — король Аютаї в період з 1529 по 1533.

## Ім1я
До коронації носив ім'я Атхіттаявонг (тай. อาทิตยวงศ์).

## Кар'єра
Принц Атхіттаявонг був сином короля Раматхібоді II і отримав титул «Упарая» (віце-король) в 1515. Після сметрі батька коронований під ім'ям Бороморача IV. Він призначив брата принца Чайрачатхірата віце-королем.
Помер раптово від епідемії віспи у 1533, залишивши трон своєму п'ятирічному сину принцу Ратсадатхірату.